# Pririecznoje (obwód saratowski)
Pririecznoje (ros. Приречное) – wieś (sieło) w Rosji, w obwodzie saratowskim, w rejonie atkarskim. W 2010 liczyła 490 mieszkańców.